# Trachyphloeus aristatus
Trachyphloeus aristatus  (лат.) — вид долгоносиков из подсемейства Entiminae.

## Описание
Жук длиной 3—3,5 мм. имеет землисто-коричневый окрас. Надкрылья в длинных, сильно расширенных к вершинная, веслообразных щетинок, заметных невооружённым глазом. Усиковая бороздка сверху и снизу ограничена более или менее прямыми краями и направлена к глазу. Головотрубка заметно выпуклая сверху, с продольной желообразной бороздкой.